# Чернецьке озеро
О́зеро Черне́цьке — колишній об'єкт природно-заповідного фонду Донецької області, гідрологічна пам'ятка природи місцевого значення.
Статус пам'ятки природи присвоєно рішеннями облвиконкому № 622 від 25 грудня 1975 року та № 7 від 9 січня 1991.
Розташоване у Лиманському лісгоспі, Краматорський район. Площа — 12,24 га.
Пам'ятка природи складається з лісового озера — стариці Сіверського Дінця.
Озеро Чернецьке входить до складу Національного природного парку «Святі гори».
Тут виявлені кості мамутів.
Статус пам'ятки природи скасований згідно з рішенням Донецької обласної ради № 4/18-508 від 02.10.2004 року.